# Denderwindeke
Denderwindeke – dzielnica (deelgemeente) miasta Ninove w Belgii, w Regionie Flamandzkim, w prowincji Flandria Wschodnia, w okręgu Aalst. 1 stycznia 2020 roku liczyła 3894 mieszkańców. Do 31 grudnia 1976 samodzielna gmina.  

## Demografia
Liczba mieszkańców, stan na 1 stycznia:
| Rok                | 1900 | 1930 | 1961 | 1970 | 2020 |
| ------------------ | ---- | ---- | ---- | ---- | ---- |
| Liczba mieszkańców | 3216 | 3127 | 3324 | 3320 | 3894 |